# Huis Gramsbergen
Huis Gramsbergen was een havezate bij het stadje Gramsbergen in Overijssel.

## Geschiedenis
Het gebouw werd waarschijnlijk in 1339 gebouwd en was, naast de stad en de heerlijkheid Gramsbergen, eigendom van de gelijknamige familie. Het huis werd waarschijnlijk in dezelfde eeuw al uitgebouwd tot een kasteel. Het huis lag aan de Overijsselse Vecht, tussen het stadje Nijenstede (bij Hardenberg) en de Drentse vestingstad Coevorden. Hier was het, als een van de weinige plekken, mogelijk om door de venen naar het noorden te reizen. Het Huis Gramsbergen is daarom meerdere keren veroverd om van daaruit ook Kasteel Coevorden te kunnen veroveren. In 1385 bestond de havezate uit muren en torens, opgetrokken uit oersteen, en was deze voorzien van een gracht. Waarschijnlijk heeft heer Hendrik I van Gramsbergen al vrij snel, vermoedelijk in 1351, stadsrechten verleend aan de mensen die rond zijn kasteel kwamen wonen. In de eeuwen erna erfden de families Van der Eze, Van Aeswijn en Van Haeften het huis.

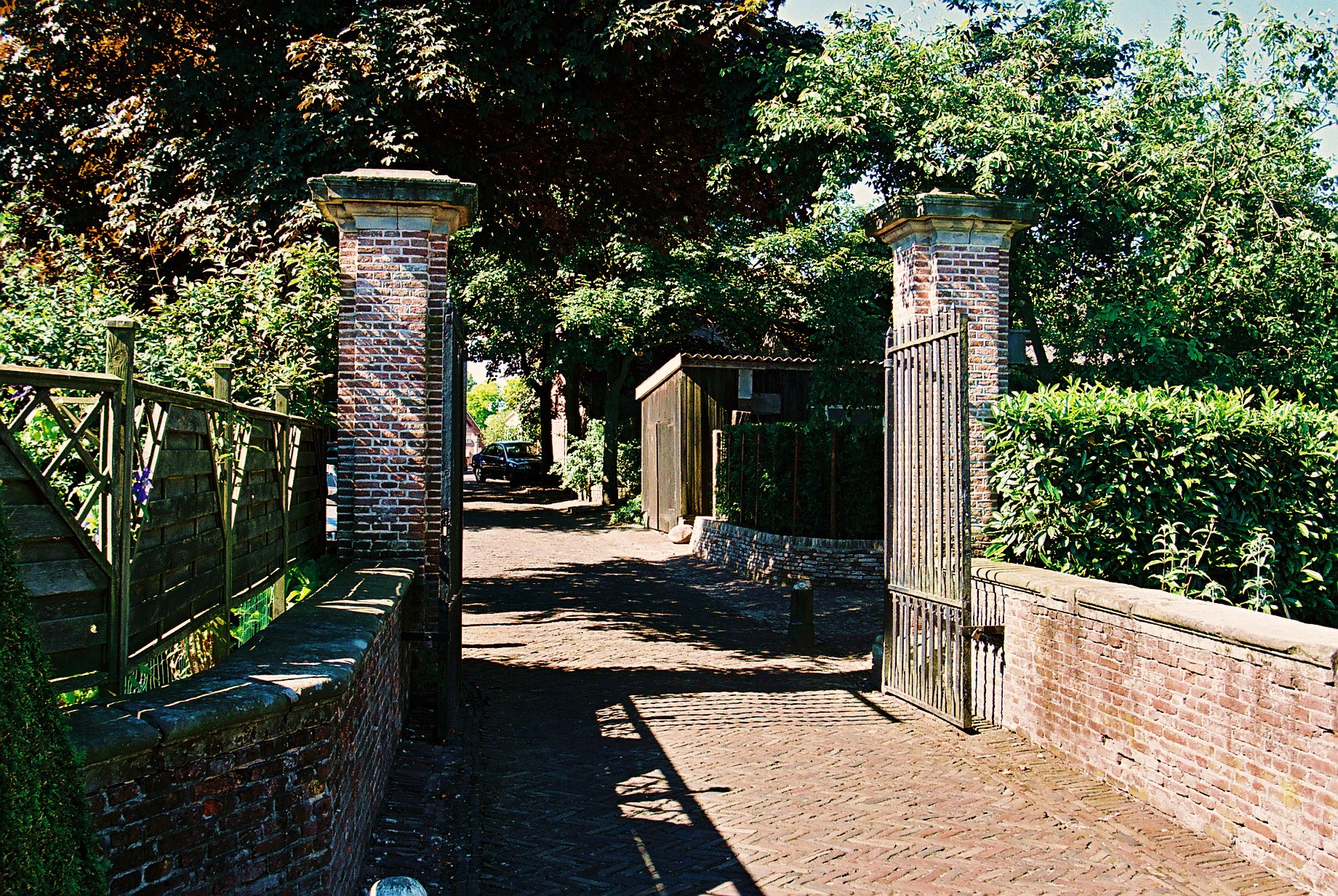
De hekpijlers, vlak bij de kerk van Gramsbergen, zijn de enige gebouwde restanten van Huis Gramsbergen

In 1521 werd het huis door de Geldersen bezet. Frederik van Twickelo (-1545, grondlegger van Huis Hengelo) veroverde nog datzelfde jaar het huis terug, maar het jaar erna werd het opnieuw 'eigendom' van de Geldersen. In 1572, aan het begin van de Tachtigjarige Oorlog, nam een aantal Spaanse soldaten Kasteel Gramsbergen in. De Heer van Gramsbergen destijds, Statius van Aeswijn, vluchtte naar Zwolle. In 1591 nam Maurits van Oranje de versterkte woning weer in, maar de Spaanse stadhouder van Groningen, Francisco Verdugo, veroverde het opnieuw in 1593. De graaf Willem van Nassau veroverde het datzelfde jaar weer terug. Heer Statius overleed in 1607 en zijn vrouw, Anna van Wachtdonk, liet het huis herbouwen omdat het bij de vele veroveringen beschadigd was.
Haar kleinzoon, Dirk Statius Reinier, erfde het kasteel. In 1673 werd het kasteel door de Munsterse troepen, onder leiding van Bernhard von Galen, belegerd. Vaandrig Gerrit van Riemsdijk had het bevel over de bezetting. Tot tweemaal toe wist deze de aanvallen af te slaan, maar de derde keer kwamen de Munstersen met groter geschut, waardoor Van Riemsdijk zich na onderhandeling overgaf. Vervolgens kwam ook Coevorden, na een beleg van 14 dagen, in de handen van Von Galen. Aan het eind van datzelfde jaar heroverde Carl von Rabenhaupt het opnieuw, en vanuit Gramsbergen probeerde Von Galen Coevorden terug te winnen. Hiervoor versterkte hij het Huis Gramsbergen en liet hij een dam aanleggen bij de Vecht. Door een oosterstorm brak deze dijk echter door waardoor circa 500 Munstersen stierven, en de rest in 1674 het huis verliet. Vervolgens liet Von Rabenhaupt het huis opblazen, omdat het een grote bedreiging voor Coevorden was.
Tussen 1694 en 1720 werd het huis herbouwd en werd Reinhard Burchard Rutger van Rechteren eigenaar van het huis. Dit huis bleef in de familie en het werd, in opdracht van Jacob van Foreest, getrouwd met Clara Maria van Rechteren, in 1822 gesloopt.

## Vondsten

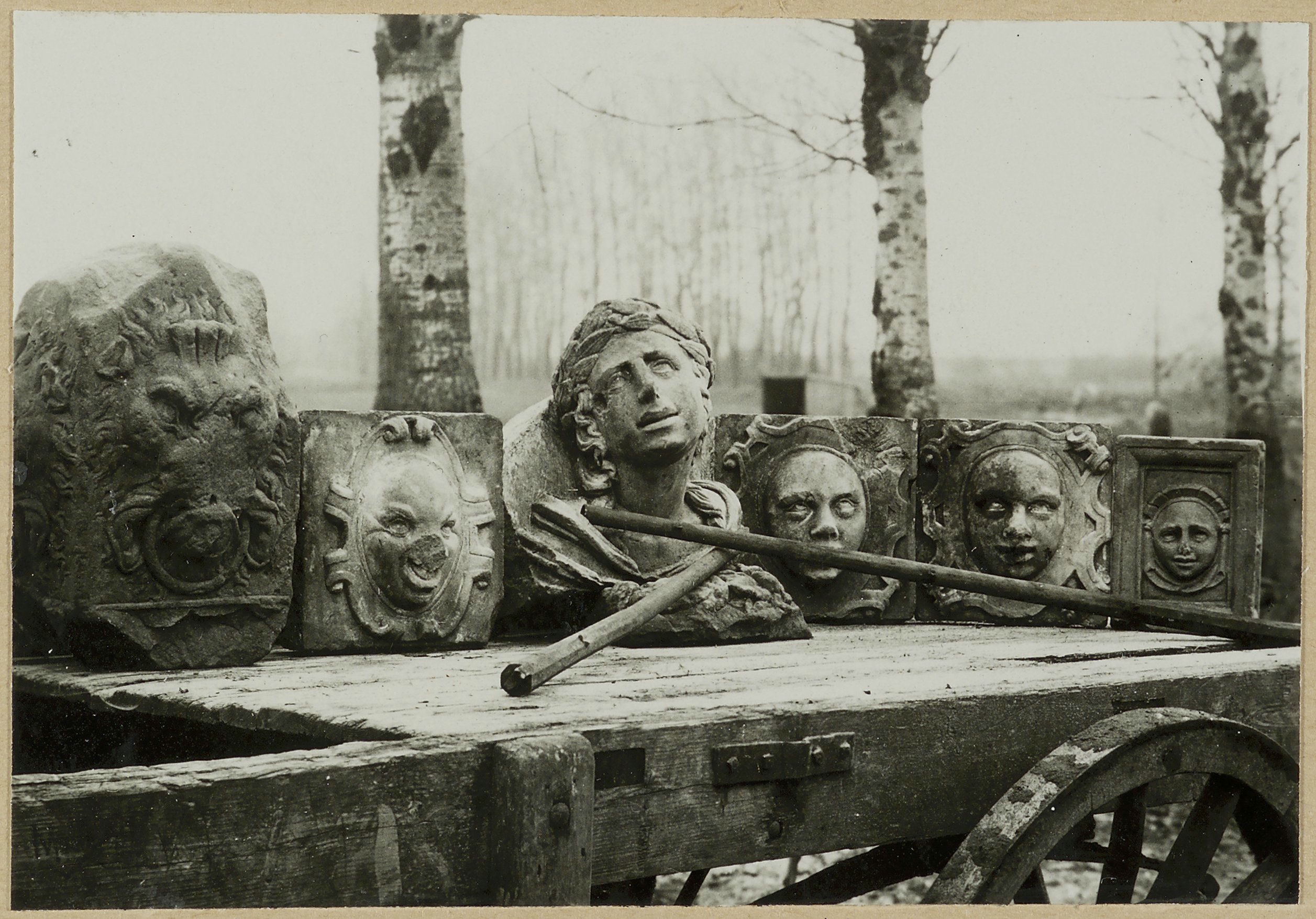
Vondsten van Huis Gramsbergen, 1935

Gramsbergen werd omring door twee grachten: de eerste omringde het trapeziumvormige voorterrein waarop twee bouwhuizen stonden, de tweede omringde het kleinere rechthoekige terrein waarop het huis stond. Deze gracht was in 1832 al verdwenen. In de jaren '30 van de 20e eeuw werd de gracht verlegd, waarbij een deel van een muur werd teruggevonden. Deze is hierop weer onder het zand bedolven. Wel zijn de poortpijlers van een van de poorten blijven staan; van de andere poort werden deze afgebroken in verband met instortingsgevaar, maar later zijn ze teruggeplaatst. Ook zijn er diverse beeldhouwwerken teruggevonden, waaronder een van een vrouwenhoofd dat waarschijnlijk het hoofd van Venus voorstelt.
Ahnem · Den Alerdinck · Arendshorst · Arkelstein · Averbergen · Beerze · Den Berg · Bergentheim · Blankena · Borgele · Boskamp · Boxbergen · Bredenhorst · Buckhorst · Campherbeek · Collendoorn · Den Dam · Dieze · Dingshof · Den Doorn · Hof te Dorth · Eerde · Egede · De Gelder · Gerner · Glinthuis · Gramsbergen · De Groote Scheere · De Grote Weede · De Haere · Haerst · Hagenvoorde · Heemse · Herxen · Hoenlo · Hofstede · 't Hogeholt · Hogenhof · 't Hoogehuis · Junne · Kranenburg · Krijtenberg · De Kuile · Het Laar · Langeveldslo · Leemcule · Luttenberg · Melenhorst · Mennigjeshave · Nijenhuis · Oosterveen · Den Ordel · De Pol · Pothof · Rande · Rechteren · Het Reelaer · Rhaan · Rollecate · Rutenberg · Schoonheten · Schuilenburg · Vechterweerd · Velner · Venebrugge · Verborg · Voorst · Vrieswijk · Werkeren · Westerveld · Windesheim · Wittenstein · Wolfshagen · Zuthem
Den Aalshorst · Den Alerdinck · Huis Almelo · Arkelstein · Averbergen · Azoelen · Backenhagen · Bellinckhof · Den Berg · Huis Bergentheim · Beugelskamp · Beverfeurde · Blankena · Hof te Boekelo · Borgbeuningen · Havezate Boskamp · Boxbergen · Havezate Brecklenkamp · Bredenhorst · Buckhorst · Campherbeek · Colckhof · Den Dam · Huis Diepenheim · Dingshof · Dubbelink · Kasteel Eerde · Egede · Havezate Elsen · Everlo · Landgoed Frieswijk · Glinthuis · Huis Gramsbergen · Grimberg · Grotenhuis · De Haere · Haerst · Hagmeule · Slot Hardenberg · Huis Heeckeren · Huis Hengelo · Herxen · Hofstede · Hogenhof · Hondeborg · Katenhorst · Kevelham · Kranenburg · De Kuile · Het Laar · Leemcule · Luttenberg · Mataram · Mennigjeshave · Nijenhuis (Diepenheim) · Nijenhuis (Olst-Wijhe) · Oldemeule · Olidam · Oosterhof · Huis te Ootmarsum · Den Ordel · Pekkedam · Pothof · Rande · Kasteel Rechteren · Het Reelaer · Rhaan · Rutenberg · Huis Saasveld · Havezate Schoonheten · Havezate Schuilenburg · Singraven · Stoevelaar · Kasteel Toutenburg · Twickel · Vechterweerd · Venebrugge · Kasteel Voorst · Warmelo · Wegdam · Weldam · Weleveld · Huis Werkeren · Westerflier · Wittenstein · Zuthem